# Mauthalle
Hala celna (Mauthalle) – budynek gotycki położony w Norymberdze przy ulicy Königsstraße. Budynek służył pierwotnie jako spichlerz, potem jako urząd celny, a obecnie jako restauracja i browar. Uszkodzony w trakcie drugiej wojny światowej, budynek został odrestaurowany w latach 1951–1953.